# Awakino River (Waitaki River)
Der Awakino River ist ein Fluss im Westen der Südinsel Neuseelands.

## Geographie
Der Awakino River entsteht als Zusammenfluss zweier Branches an der Nordostflanke der St Marys Range in der Region Canterbury. Der Awakino River East Branch entspringt im Süden des 2009 m hohen Kohurau (Quelle: 44° 48′ 57″ S, 170° 19′ 58″ O). Der Awakino River West Branch entspringt hingegen im Norden des gleichen Berges (Quelle: 44° 47′ 20″ S, 170° 19′ 52″ O). Beide treffen nordöstlich in den Ausläufern des Gebirgszugs aufeinander und bilden den Awakino River, der mit nordnordöstlicher Fließrichtung wenig unterhalb des Lake Waitaki in den Waitaki River mündet, der in den Südpazifik entwässert.

## Infrastruktur
Der New Zealand State Highway 83 überquert den Awakino River kurz vor seiner Mündung von Kurow kommend in Richtung Otematata. Während sich der Fluss durch ein enges Tal windet, umgeht eine vom SH 83 bei Kurow abgehende Straße den Kurow Hill / Te Kohurau im Süden. Bei Zusammentreffen von Fluss und Straße folgt eine Abzweigung dem Flussverlauf bis zum Zusammentreffen der Branches und ein Stück das Tal des Awakino River West Branch hinauf, an dessen Ende ein Skigebiet liegt. Eine andere Abzweigung führt in das Tal des Little Awakino River.